# Barbaros Barut
Barbaros Bahadır Barut (* 26. Januar 1983 in München), Spitzname Barbi, ist ein ehemaliger deutschtürkischer Fußballspieler.

## Karriere

### Vereine
Aus dem Jugendverein FC Phönix München hervorgegangen, gelangte Barut 1991 in die Jugendabteilung des FC Bayern München mit der zweimal A-Juniorenmeister wurde. 2001 stieg er in die Regionalliga-Mannschaft der Bayern und zu deren Stammspieler auf und gehörte auch zum erweiterten Kreis des Bundesliga-Kaders, blieb jedoch am 12. April 2003 (28. Spieltag) bei der 0:1-Niederlage im Heimspiel gegen Werder Bremen ohne Einsatz. 2003 gehörte er dem Spielerkader des Zweitligisten SpVgg Unterhaching an, blieb dort zwei Jahre, eh es ihn in höhere geografische wie tabellarische Regionen, zur SpVgg Greuther Fürth, zog.
Mit den Kleeblättern wurde er in der Saison 2005/06 Tabellenfünfter, kam aber im darauffolgenden Jahr beim aufstiegsambitionierten Verein nur zu vier Einsätzen in der Hinrunde. Während der Saison 2006/07, im Januar 2007, wurde er vom abstiegsbedrohten Ligakonkurrenten Rot-Weiss Essen als Verstärkung ausgeliehen.
Zur Saison 2007/08 wechselte Barut ablösefrei zum türkischen Erstligisten Kasımpaşa Istanbul, für den er am 10. November 2007 (12. Spieltag) bei der 1:3-Heimniederlage gegen Gençlerbirliği Ankara debütierte, 20 Ligaspiele bestritt und auch ein Tor (am 4. Mai 2008–2033. Spieltag – beim 2:1-Auswärtssieg gegen Manisaspor) erzielte. Vom 20. September 2008 (4. Spieltag) bis 29. November 2009 (14. Spieltag) absolvierte er saisonübergreifend 38 Ligaspiele (3 Tore) für den Ligakonkurrenten MKE Ankaragücü, bevor er in der Winterpause zum Ligakonkurrenten Konyaspor wechselte. Für diesen kam er fünfmal zum Ligaeinsatz; erstmals am 31. Januar 2011 (19. Spieltag) bei der 0:1-Niederlage im Auswärtsspiel gegen Eskişehirspor, letztmals am 5. März 2011 (24. Spieltag) bei der 0:2-Niederlage im Heimspiel gegen seinen ehemaligen Verein MKE Ankaragücü.
Zur Rückrunde der Saison 2011/12 wechselte er zum Zweitligisten Adanaspor. Hier erreichte man zum Saisonende den Einzug bis ins Playoff-Finale der TFF 1. Lig. Im Finale unterlag man in der Verlängerung Kasımpaşa Istanbul 2:3 und verpasste somit den Aufstieg in die Süper Lig erst in der letzten Begegnung.
Zur Saison 2012/13 wechselte er zum Ligakonkurrenten Boluspor, für den er am 23. September 2012 (4. Spieltag) beim 2:2-Unentschieden im Auswärtsspiel gegen Samsunspor mit Einwechslung in der 81. Minute für Emre Kılınç seinen Ligaeinstand gab. Bereits nach einer Spielzeit verließ er Boluspor und schloss sich stattdessen dem Ligakonkurrenten Manisaspor an. Für diesen debütierte er am 26. Oktober 2013 (10. Spieltag) beim 3:3-Unentschieden im Auswärtsspiel gegen TKİ Tavşanlı Linyitspor. Nachdem dieser Verein im Sommer 2015 den Klassenerhalt in der TFF 1. Lig verfehlte und die nächste Saison in der TFF 2. Lig spielen musste, blieb Barut bei Manisaspor. In der 2. Lig wurde er mit seinem Verein Drittligameister und erreichte den direkten Wiederaufstieg.
Trotz dieses Erfolges mit Manisaspor wechselte er zum Sommer 2016 zum Stadtrivalen und Viertligisten Manisa Büyükşehir Belediyespor. In seiner Premierensaison bestritt er 17 Punktspiele und kam in der Folgesaison in der Liga nicht mehr zum Einsatz. Vom 1. Juli 2018 bis zum Januar 2019 war er vereinslos.
Im Januar 2019 schloss er sich dem BCF Wolfratshausen an und bestritt vom 9. März (24. Spieltag) bis zum 18. Mai (34. Spieltag) acht Punktspiele in der sechstklassigen Landesliga Bayern, Staffel Südwest; mit dem letzten Spieltag beendete er auch seine Spielerkarriere.

### Nationalmannschaft
Barut durchlief die Nachwuchsnationalmannschaften der Türkei in den Altersklassen U15 bis U19, ehe er am 31. März 2004 im Test-Länderspiel der U21-Nationalmannschaft, beim torlosen Unentschieden gegen die Auswahl Kroatiens, debütierte. Sein letztes von insgesamt 28 Länderspielen bestritt er am 3. Juni 2004 bei der 1:2-Niederlage gegen die Auswahl Kolumbiens.

## Erfolge
- Deutscher A-Juniorenmeister 2001, 2002 (mit dem FC Bayern München)
- Drittligameister 2016 und Aufstieg in die Zweite Liga 2016 (mit Manisaspor)